# Комисија за комуникације САД
Савезна комисија за комуникације (енгл. Federal Communications Commission, FCC) је у САД, сектор за давање регулација, правила, лиценци и стандарда у телекомуникацијама. Веома је значајна за историјску телекомуникациону либерализацију тржишта у Америци, поред Вестерн Униона AT&T и RBOC-а.